# Lê Văn Khoái
Lê Văn Khoái (12 tháng 7 năm 1913 – 22 tháng 10 năm 1977) là chính khách Việt Nam Cộng hòa, từng giữ chức Tỉnh trưởng Phước Tuy và Tỉnh trưởng Tây Ninh dưới thời Đệ Nhất Cộng hòa.

## Tiểu sử
Lê Văn Khoái chào đời ngày 12 tháng 7 năm 1913 tại làng Tân Lương, tỉnh Biên Hòa, Nam Kỳ, Liên bang Đông Dương.
Năm 1933, ông thi đậu lấy bằng cử nhân.:378 Rồi sau ra làm công chức trong cơ quan hành chính nhà nước thời Pháp thuộc.
Từ năm 1954 đến 1956, ông được cử làm Tỉnh trưởng Phước Tuy. Từ năm 1956 đến 1959, ông sang làm Tỉnh trưởng Tây Ninh.:378
Từ năm 1963 đến năm 1968, ông là Trợ lý Hành chính Đệ Tam Quân khu và Đại biểu Chính phủ miền Đông Nam Phần.:378
Sau biến cố 30 tháng 4 năm 1975, ông kịp thời sang Mỹ tị nạn rồi về sau chuyển qua định cư tại Indianapolis, bang Indiana.
Ông qua đời ngày 22 tháng 10 năm 1977 tại Indianapolis, hưởng thọ 64 tuổi.

## Đời tư
Lê Văn Khoái là một Phật tử thuần thành, đã kết hôn và có ít nhất mười một người con.:378 Ngoài ra, ông còn thông thạo Tiếng Pháp và Tiếng Anh.

## Vinh danh
Lê Văn Khoái lần lượt được khen thưởng các loại huân huy chương như sau::378-379
- Kim Tinh Anh Dũng Bội Tinh
- Ngũ Đẳng Bảo Quốc Huân Chương
- Nhất Đẳng Hành Chính Bội Tinh
- Nhất Đẳng Xã Hội Bội Tinh
- Nhất Đẳng Kinh Tế Bội Tinh
- Nhất Đẳng Dân Tộc Phát Triển Bội Tinh
- Nhất đẳng Lao Động Bội Tinh
- Nhất Đẳng Cảnh Sát Chiến Công Bội Tinh
- Nhất Đẳng Nhân Dân Tự Vệ Bội Tinh
- Nhất Đẳng Hải Vụ Bội Tinh
- Nhất Đẳng Tâm Lý Chiến Bội Tinh